# Sammax
Unter der Größenbezeichnung Sammax versteht man die Gruppe der größten zurzeit im Fahrtgebiet der südamerikanischen Ostküste eingesetzten Containerschiffe.

## Einzelheiten
Die Größenangabe bezeichnet Containerschiffe, die rund 7500 Standardcontainer (TEU) im Fahrtgebiet der südamerikanischen Ostküste transportieren können. Der erste Schiffstyp dieser Größe ist die seit 2011 auf der südkoreanischen Daewoo-Werft gebaute Sammax-Klasse der dänischen Reederei A. P. Møller-Mærsk. Anfang 2012 waren bereits 10 von bisher 16 geplanten Schiffe dieser Größe in Fahrt. Im Vergleich zu herkömmlichen Panamax-Schiffen gleicher Containerkapazität, liegt die Besonderheit der Sammax-Schiffe im besonders niedrigen Maximaltiefgang von nur 11,90 Meter und der größeren Breite von etwas über 45 Meter.